# ヴィッラフランカ・ダスティ
ヴィッラフランカ・ダスティ（伊: Villafranca d'Asti）は、イタリア共和国ピエモンテ州アスティ県にある、人口約3,000人の基礎自治体（コムーネ）。

## 地理

### 位置・広がり

#### 隣接コムーネ
隣接するコムーネは以下の通り。
- バルディキエーリ・ダスティ
- カンタラーナ
- カステッレーロ
- ドゥジーノ・サン・ミケーレ
- マレット
- モナーレ
- ロアット
- サン・パオロ・ソルブリート
- ティリオーレ

#### 地震分類
イタリアの地震リスク階級 (it) では、4 に分類される
。

## 行政

### 分離集落
ヴィッラフランカ・ダスティには、以下の分離集落（フラツィオーネ）がある。
- Antoniassi, Borgovecchio, Case Bertona, Case Bruciate, Castella, Crocetta, Mondorosso, Montanello, Taverne, San Grato, Sant'Antonio, Valle Audana